# 1947 في المكسيك
فيما يلي قوائم الأحداث التي وقعت خلال عام 1947 في المكسيك.

## رياضة
- 8 يونيو – الدوري المكسيكي الممتاز 1946-47 الفائز أتلانتي إف سي.

## مواليد

### يناير
- 3 يناير – نورما إيليا كانتو كاتبة أمريكية.
- 8 يناير – بابلو ارنو كارينيو سياسي مكسيكي.
- 14 يناير – روبن أوليفاريس ملاكم مكسيكي.
- 24 يناير – كارلوس كالديرون مبارز بالسيف مكسيكي.
- 26 يناير – راؤول ماتا ماتا
- 30 يناير – ألفريدو فرنانديز مورينو سياسي مكسيكي.

### مارس
- 5 أكتوبر – مارسيلو لارا لاعب كرة مضرب مكسيكي.
- 23 مايو – مارسيلو هيريرا هربرت سياسي مكسيكي.

### أبريل
- 21 أبريل – إنريك نوفي ممثل مكسيكي.

### مايو
- 1 مايو – يعقوب بيكينشتاين
- 3 مايو – كروز لوبيز أغيلار سياسي مكسيكي.
- 23 مايو – مارسيلو هيريرا هربرت سياسي مكسيكي.
- 26 مايو – جيمس كارلوس بليك كاتب أمريكي.

### يونيو
- 1 يونيو – فرنسيسكو غارسيا مورينو
- 9 يونيو – روبين أغيلار صحفي مكسيكي.

### يوليو
- 1 يوليو – فيكتور غونزاليس توريس رجل أعمال مكسيكي.
- 6 يوليو – رومان غوميز مبارز بالسيف مكسيكي.
- 9 يوليو – كليمنت سانشيز ملاكم مكسيكي.
- 13 يوليو – ريكاردو دلغادو ملاكم مكسيكي.
- 15 يوليو – إنريكي رومو لاعب كرة قاعدة مكسيكي.
- 19 يوليو – هومبيرتو إليزوندو
- 20 يوليو – كارلوس سانتانا
- 26 يوليو – كيكي كامارينا

### أغسطس
- 7 أغسطس – روبرتو بريتو درّاج طريق مكسيكي.
- 8 أغسطس – نيكولاس إيشفاريا
- 28 أغسطس – ميغيل أنخيل ديلغادو مصارع هاوي مكسيكي.

### سبتمبر
- 12 سبتمبر – غابرييلا بريمر كاتبة مكسيكية.
- 23 سبتمبر – ميغيل فوينتيس

### أكتوبر
- 5 أكتوبر – مارسيلو لارا لاعب كرة مضرب مكسيكي.
- 13 أكتوبر – أرتور فيغا
- 19 أكتوبر – باربرا جاكوبس

### نوفمبر
- 6 نوفمبر – سونيا أريدوندو مسايفة مكسيكية.
- 16 نوفمبر – سباستيان نحات مكسيكي.
- 26 نوفمبر – خافيير سانشيز لاعب كرة قدم مكسيكي.

### ديسمبر
- 24 ديسمبر – سيمون فيلار مارتينيز

## وفيات

### أبريل
- 14 أبريل – سلفادور توسكانو (مواليد 1872) مخرج أفلام مكسيكي.

### يونيو
- 18 يونيو – سام أبيل (مواليد 1871) ممثل أمريكي.

### يوليو
- 16 يوليو – خوليو كاستيلانوس (مواليد 1905) فنان مكسيكي.